# Sticta variabilis
Sticta variabilis är en lavart som beskrevs av Ach. Sticta variabilis ingår i släktet Sticta och familjen Lobariaceae.   Inga underarter finns listade i Catalogue of Life.